# Won sul-coreano
O won sul-coreano (coreano: 대한민국 원; hanja: 大韓民國 원; código: KRW; símbolo: ₩), oficialmente apenas won ou, na sua forma portuguesa, uone (plural em português: wones ou uones), é a moeda da Coreia do Sul desde 1962. É subdividida em 100 jeon ou chun, mas tais denominações não são mais utilizadas. O símbolo latinizado para o won é ₩, composto de uma letra W e dois traços horizontais.

## Etimologia
"Won" é um cognato de yuan (a moeda chinesa) e iene ("yen", a moeda japonesa). Todos esses nomes são derivados do carácter chinês 圓, que significa "forma redonda". O won era subdividido em 100 jeon, que significa "dinheiro", no entanto, a subunidade não está mais em circulação.
O won atual (a partir de 1962) é escrito em hangul (coreano) apenas, e não possui nenhum símbolo em hanja associado a ele.

## Primeiro won sul-coreano

### Histórico
O won foi usado por milhares de anos. Antes do Tratado de Anexação Japão-Coreia, em 1910, e a subsequente ocupação, o won foi substituído pelo iene com cotação 1 para 1, permitindo uma inicial coexistência em circulação de moeda japonesa e coreana.
Em 1945, após a Segunda Guerra Mundial, a Coreia foi dividida, o que resultou em duas moedas separadas, ambas chamadas won. Ambos os países converteram a moeda anterior ao par. Os primeiros wons sul-coreanos foram divididos em 100 jeon. Apenas cédulas foram emitidas inicialmente e mais uma vez houve circulação conjunta de cédulas antigas e novas, assim como continuaram sendo usadas as moedas do período japonês.
Inicialmente o won sul-coreano foi vinculado ao dólar americano à taxa de 15 wones para cada dólar. Uma série de desvalorizações ocorreram durante a Guerra da Coreia.
| Câmbio com o dólar do primeiro won | Câmbio com o dólar do primeiro won |
| Data introdução                    | Valor de 1 dólar (em wons)         |
| ---------------------------------- | ---------------------------------- |
| Outubro de 1945                    | 15                                 |
| 15 de Julho de 1947                | 50                                 |
| 1 de Outubro de 1948               | 450                                |
| 14 de Junho de 1949                | 900 (Apenas para transações)       |
| 1 de Maio de 1950                  | 1 800                              |
| 1 de Novembro de 1950              | 2 500                              |
| 1 de Abril de 1951                 | 6 000                              |

O primeiro won sul-coreano foi substituído pelo segundo hwan sul-coreano em 15 de Fevereiro de 1953 à taxa de 1 hwan = 100 wons.

### Cédulas
Em 1946, o Banco de Joseon introduziu cédulas de 10 e 100 wones. Elas foram seguidas pelas cédulas de 5 e 1 000 wones em 1949. Os desenhos eram similares às cédulas de ienes coreanos emitidas durante a ocupação japonesa. Entretanto tinham duas importantes diferenças. As notas novas substituíram a flor de Paulownia, símbolo do governo japonês na Coreia, pelo hibisco-da-Síria, de cínco pétalas, flor nacional da Coreia do Sul. A cláusula indicando a conversibilidade com a moeda japonesa também foi removida.
Um novo banco central, o Banco da Coreia, foi criado em 1950 e assumiu as emissões do Banco de Joseon. Cédulas foram emitidas (algumas com data de 1949) nos valores de 5, 10, 50, 100 e 1 000 wones. Cédulas de 500 wones foram introduzidas em 1952. Em 1953, uma série de notas com denominações em coreano e inglês foram emitidas.

## Segundo won sul-coreano

### Histórico
O won foi reintroduzido em 9 de Junho de 1962 à taxa de 1 won = 10 hwans. Ele se tornou a única moeda local em 22 de Março de 1975 com a retirada definitiva das moedas antigas. Foi reintroduzido com o código ISO 4217 KRW e com o câmbio em relação ao dólar fixado em 1 dólar = 125 wones. Esta política de câmbio fixo se manteve entre 1962 e 1980.
| Câmbio do segundo won | Câmbio do segundo won       |
| Data de introdução    | Valor de 1 dólar (em wones) |
| --------------------- | --------------------------- |
| 10 de Junho de 1962   | 125                         |
| 3 de Maio de 1964     | 255                         |
| 3 de Agosto de 1972   | 400                         |
| 7 de Dezembro de 1974 | 480                         |
| 12 de Janeiro de 1980 | 580                         |

Em 27 de Fevereiro de 1980, foi adotada a política de taxa de câmbio flutuante. Apenas em 24 de dezembro de 1997 a flutuação do câmbio foi homologada em tratado com o Fundo Monetário Internacional. Pouco depois, durante a crise asiática o won perdeu cerca de 50% do valor.

## Produção da moeda
O Banco da Coreia é a única instituição com direito de emitir cédulas e moedas na Coreia do Sul. Elas são impressas/cunhadas na KOMSCO, uma empresa estatal sob controle do Banco da Coreia, que também é responsável pelo armazenamento do dinheiro guardado em estoque.
Todo ano, próximo aos feriados de Seollal e Chuseok, os dois maiores da Coreia do Sul, o Banco da Coreia realiza a distribuição de grande quantidade de dinheiro para os principais bancos comerciais do país. Eles ficam responsáveis pela redistribuição aos parceiros e clientes.

## Atual won sul-coreano

### Histórico
A partir de 2006, as notas do won sul-coreano foram reformuladas, para se atualizarem e se enquadrarem nos padrões de segurança e arte da época. 
Devido ao grande avanço da tecnologia e ao aprimoramento de dispositivos conectados a computadores, o número de notas sul-coreanas falsificadas aumentou acentuadamente, e suas falsificações tornaram-se cada vez mais elaboradas e difíceis de serem desmascaradas. Por conta desse cenário, as notas do won sul-coreano foram reformuladas e aprimoradas, utilizando-se recursos antifalsificação de última geração, como tintas com mudanças de cor, dispositivos opticamente variáveis, imagens entalhadas, etc.
Para se modernizar com o padrão artístico atual, o visual das notas também foi alterado. O tamanho das notas foi diminuído, para se tornar mais conveniente em seu uso, e suas cores também tornaram-se mais vibrantes. Todo o seu design, incluindo sua numeração, lettering, o selo do governador e reconhecimento em braille foram alterados, assim como diversos temas foram adotados para a representação das notas, como ciência, arte e filosofia. 
Em junho de 2009, passaram a ser emitidas notas de 50,000-won, marcando a primeira mudança em 36 anos na mais alta denominação das notas sul-coreanas em circulação. Essa nota também difere das outras cédulas por ser a única a possuir o retrato de uma mulher, Shin Saimdang, em sua representação.

### Moedas em circulação[6]
| Imagem | Valor | Símbolo | Diâmetro | Peso   | Borda    | Primeira edição da série |
|        | ₩1    | Rosa de Saron (무궁화/Mugunghwa), um dos símbolos nacionais da Coreia.                                                                                                   | 17.20mm  | 0.729g | Lisa     | 16 de agosto de 1966     |
|        | ₩5    | Navio Tartaruga (거북선/Kobukson), grande arma utilizada pelos coreanos durante batalhas navais.                                                                         | 20.40mm  | 2.95g  | Lisa     | 16 de agosto de 1966     |
|        | ₩10   | Localizado no templo de Bulguksa em Gyeongju, guarda reliquías budistas e é um dos Patrimônios Históricos da Coreia.                                                     | 18.0mm   | 1.22g  | Lisa     | 16 de agosto de 1966     |
|        | ₩50   | Ramo de arroz, uma das bases da alimentação coreana. | 21.60mm  | 4.16g  | Ondulada | 1º de dezembro de 1972   |
|        | ₩100  | Almirante Yi Sun-Shin, o criador dos Navios Tartaruga presentes nas moedas de ₩5. Foi um dos maiores guerreiros coreanos e ficou famoso por derrotar o exército japonês. | 24mm     | 5.42g  | Ondulada | 30 de novembro de 1970   |
|        | ₩500  | Garça com a cabeça vermelha (두루미/Durumi). Para os coreanos, essa garça possui o significado de “sorte”.                                                               | 26.50mm  | 7.70g  | Ondulado | 12 de junho de 1982      |

### Cédulas em circulação[8]
| Imagem | Valor   | Cor                | Figura Ilustrada | Tamanho  | Data da primeira emissão |
|        | ₩1,000  | Azul               | Toege Yi Hwang, um dos grandes intelectuais da Coreia. Foi reconhecido por seus ensinamentos neoconfucionistas durante a era Joseon.                                           | 136x68mm | 22 de janeiro de 2007    |
|        | ₩5,000  | Vermelho e amarelo | Yulgok Yi I, foi discípulo de Toege (nota de ₩1,000) e é considerado um dos homens mais inteligentes da Coreia. É famoso por seus ensinamentos neoconfucionistas.              | 142x68mm | 2 de janeiro de 2006     |
|        | ₩10,000 | Verde              | Rei Sejong, o Grande. Além de ser conhecido como um rei sábio, ele também foi o criador do hangul, o alfabeto coreano atual.                                                   | 148x68mm | 22 de janeiro de 2007    |
|        | ₩50,000 | Amarelo            | Shin Saimdang foi calígrafa, poeta, escritora e artista, em uma época que mulheres tinham muitas limitações em suas atividades. Ela também foi mãe de Yulgok (nota de ₩5,000). | 154x68mm | 23 de junho de 2009      |

## Mudança dos meios de pagamento
No decorrer dos anos, houve uma significativa mudança nos métodos de pagamento utilizados pelos sul-coreanos, da utilização majoritária de moeda física para meios digitais.
O dinheiro físico era uma forma de pagamento muito utilizada pela sua conveniência em pagamentos de pequeno valor e também por antigamente ser preferência dos sul-coreanos, entretanto, com o aumento do uso de cartões de crédito e outros meios de pagamento, a sua utilização tem diminuído gradualmente.

### Cartão de Crédito e Débito
As primeiras aparições de cartões de crédito na Coreia do Sul ocorreram em Julho de 1969, emitidos pela loja de departamento Shinsegae e entregues para os funcionários da empresa Samsung, com intuito de aumentar o volume de vendas nas lojas de departamento. Em 1978 a Korean Exchange Bank Credit Service Co., LTD (KEBCS) em parceria com a Visa internacional lançou seu primeiro cartão de crédito, porém, o grande crescimento do número de uso de cartões foi observado em 1987, quando houve alterações nas leis de direito a linhas de crédito, facilitando o acesso e o uso pela população deste meio pagamento.
Em 2016, segundo o Banco da Coreia (BOK), o cartão de crédito é o meio de pagamento mais utilizado pelos sul-coreanos, seguido pelo cartão de débito.

### Celulares

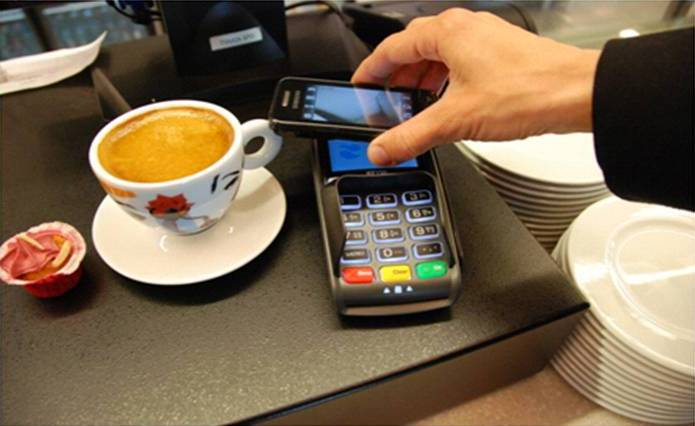
Pagamento por campo de proximidade (NFC)

Com o avanço da tecnologia, foi possível o armazenamento de informações de cartão de crédito em chips de circuito integrado (CI) em telefones celulares, permitindo assim que seus usuários efetuassem pagamentos via celular. Utilizando de tecnologias como comunicação por campo de proximidade (NFC), códigos QR, aplicativos de serviços de pagamento, entre outros, as transações bancárias realizadas por celulares se tornaram mais práticas. O uso massivo de telefones celulares pela população sul-coreana facilitou para que os pagamentos via celulares se tornassem comuns.
Em dezembro de 2018, o governo coreano lançou o próprio aplicativo de pagamento por dispositivo móvel chamado Zero Pay, com intuito de reduzir a tributação por conta de pagamentos com cartão de crédito para comerciantes e lojas, em resposta, bancos e companhias de crédito criaram seus próprios aplicativos, funcionando similarmente aos outros aplicativos de pagamento por dispositivo móvel. Para incentivar a utilização do Zero Pay o governo prometeu uma redução de até 40% em imposto de renda.

### Cartões Inteligentes Recarregáveis
Vários cartões inteligentes recarregáveis, como por exemplo, o T-money e o CashBee, são utilizados para pagar serviços de transporte (ônibus, metrô, táxi, entre outros), como substitutos de cartões de crédito e débito para compras de valores pequenos e médios em diversos estabelecimentos e também oferecem descontos em diversos produtos e serviços. A compra e recarga destes cartões são realizadas de maneira simples e rápida em inúmeros pontos de venda, sendo assim, comummente utilizados na Coreia do Sul. 
Com o intuito de diminuir a circulação de moedas no país e trazer mais conveniência aos cidadãos, o Banco da Coreia (Bank of Korea), em 2017, ofereceu ao público a opção de receber troco de compras realizadas em lojas parceiras como crédito em cartões inteligentes recarregáveis. 

## Preços sul-coreanos

### Método Comparativo de Preços
Faz-se necessário, primeiramente, estabelecer o método comparativo que será utilizado no desenvolver da pesquisa. O mais apropriado para a abordagem em tela é o Método dos Preços Independentes Comparados (PIC), que consiste na média aritmética anual dos preços de bens, serviços ou direitos, idênticos ou similares, apurado nos mercados nacionais e internacionais, em operações de compra e venda em condições semelhantes de pagamento e transação.
Há, inclusive, uma versão lúdica deste método, popularmente conhecido como “Big Mac Rate”. Baseia-se em um item de consumo quase universal, o popular lanche de uma cadeia de fast-food, que tem seu preço comparado em cada país, acarretando uma visão em amplo espectro dos fatores intrínsecos à sua produção. Muito além da simples conversão cambiária, o produto “Bic Mac” serviu como lastro do cotejo.
No Big Mac Rate, a Coreia do Sul ocupa a posição de 18º Big Mac mais caro entre 64 países, conforme a revista The Economist (dados de 2020). Foi cotado o valor de $3.69 (três dólares e sessenta e nove centavos de dólar). O Brasil, em contraposição, encontra-se em 7º na lista do mesmo produto.

### Percepção do Consumidor
O paralelo estabelecido será entre a percepção do consumidor sul-coreano e a do brasileiro. Um dos principais fatores é o perfil de consumo e de sociedade entre os países. A Coreia do Sul, no decorrer de seu processo de industrialização, ampliou as igualdades de renda enquanto o Brasil recrudesceu as diferenças em seu processo de industrialização, concomitante à taxa de crescimento populacional. Resultou-se, assim, maior poder aquisitivo da população coreana em comparação à brasileira.
Fatores relevantes do desenvolvimento histórico-industrial culminam em um perfil de consumo sul-coreano que adota produtos de tecnologia de consumo. Utilizando o modelo de aceitação de tecnologia como referencial teórico, o modelo conceitual descreve as relações entre estilos de vida, percepções e intenções. As conclusões de estudo deste perfil fornecem aos profissionais de marketing informações que integram as estratégias de marketing, produção e publicidade, retroalimentando esse setor da indústria. 
Como a preferência de consumo do sul-coreano é diretamente atrelada a produtos tecnológicos, que em sua gênese possui alto valor agregado, a percepção do comprador é de que os itens básicos do cotidiano são mais caros do que deveriam ser. O brasileiro também possui a mesma percepção acerca do valor dos itens, porém com motivações distintas (contínua desvalorização do mercado nacional em conjuntura à sobretaxação) e tendo como consumo sumário itens do primeiro setor econômico.

### Medição de crescimento econômico
Um breve antelóquio histórico dos principais acontecimentos e governos que resultaram na conjuntura econômica hodierna em ordem cronológica, baseado no artigo de Gilmar Masiero, pp. 11:
- 1948-1960 – Syng-Man Rhee: O crescimento econômico não era um dos objetivos políticos, resultando em desenvolvimento econômico sob condições subdesenvolvidas; Reforma agrária em 1947 e 1950, além da educação elementar compulsória; Instabilidade política e social, Guerra civil de 1950 a 1953; Surgimento de grupos com taxas de crescimento maiores que a média nacional.
- 1961-1979 – Chung-Hee Park: Estabelecimento do primeiro e do segundo plano qüinqüenal de desenvolvimento econômico, promovendo crescimento econômico duas vezes mais acelerada que no governo Rhee; Controle das atividades do setor privado, assegurando que os recursos e oportunidades do governo contribuíssem para o crescimento do país; Na década de 70, o governo promoveu o desenvolvimento de indústrias químicas e pesadas.
- 1979 – Choi Kyu-Ha: Há a ênfase na estabilidade econômica e igualdade ao invés de crescimento.
- 1980-1988 – Chun Doo Hwan: Reorganização das indústrias químicas e pesadas para diminuir o monopólio dos Chaebol (재벌), em um período em que os grupos coreanos estavam altamente endividados (83,5% dos recursos dos 10 maiores eram financiados por dívidas, enquanto a média da Coreia era de 65,2%); Os grupos passaram a atuar nas indústrias de alta tecnologia; Início dos investimentos estrangeiros diretos.
- 1988-1992 – Roh Tae-Woo: Reforçou a competitividade da economia coreana; Liberalização das finanças, das importações e do comércio internacional; Democratização do país.
- 1993-1997 – Kim Young-Sam: Estabelecimento de plano de desenvolvimento para a nova economia, com ênfase na administração da economia sem o controle do Estado; Intenso movimento pela globalização total denominado Segyehwa (세계화); entrada da Coreia do Sul na OCDE.
- 1998-2003 – Kim Dae Jung: Reestruturação financeira, do trabalho, das corporações e das repartições publicas; Maior atenção as pequenas e médias empresas e as industrias de informação.

Sumariamente, as estratégias de desenvolvimento econômico sul coreano implementadas e lideradas pelos governos podem ser resumidas em uma política industrial guiada pelo governo, nas intervenções governamentais no sistema de preços e nas relações do governo com os grandes grupos. Estes orientaram não só o comportamento da burocracia estatal, com seus respectivos presidentes na liderança, como também o desenvolvimento dos grandes conglomerados sul coreanos, principalmente a partir dos anos 60. Estes são caracterizados pelo controle familiar, sendo grupos compostos por firmas independentes que possuem relações econômicas entre si e geralmente tem sistemas administrativos que coordenam as atividades de seus membros. 
O crescimento dos Chaebols envolveu um processo de expansão da produção, através de investimentos em tecnologia, e da diversificação, em indústrias relacionadas e não relacionadas. O tipo de produção relacionada consiste em linhas produtivas diversas que exploram tecnologia e mercados similares, além de se utilizarem de vários recursos administrativos de forma conjunta. Por outro lado, o tipo não relacionado apresenta múltiplas linhas produtivas e mercados bastante diferenciados. Basicamente, há simultaneamente o crescimento horizontal (ampliando a base de clientes, aumentando o volume de vendas) e o crescimento vertical (aumento da venda média com a base de clientes inalterada) destes conglomerados. 

## Flutuação de preços
Há vários motivos pelos quais os preços podem acabar flutuando dentro da Coreia do Sul. Uma dessas razões é a ocorrência de conflitos entre países, uma vez que podem fazer com que a situação econômica da Ásia fique instável.
Dois conflitos muito importantes que são exemplos para esse tipo de situação são as disputas comerciais (Trade Conflicts) entre os Estados Unidos da América e a China e entre a Coreia do Sul e o Japão.

### Disputa Comercial – Estados Unidos X China
A disputa comercial entre os Estados Unidos e a China causa várias preocupações ao mundo desde o começo de 2018, já que são duas grandes potências econômicas mundiais. Desde a campanha eleitoral de Donald Trump, já se era possível perceber uma tendência protecionista quanto ao déficit comercial dos Estados Unidos em relação à China.
Desse modo, a disputa entrou em foco em março de 2018, quando o presidente dos Estados Unidos da América, Donald Trump, anunciou a imposição de tarifas sobre os produtos chineses, com o argumento de uma tentativa de proteção aos produtos norte-americanos e redução do déficit comercial que o país teria com a China, dificultando a chegada de produtos chineses aos Estados Unidos e, assim, estimulando a produção interna.
A China, por outro lado, reagiu a esses anúncios com posteriores retaliações, também impondo tarifas sobre produtos estadunidenses.
Essa disputa passou por diversas tentativas de negociações, assim como momentos de piora nas tensões entre os dois países. Em agosto de 2019, por exemplo, a disputa atravessou uma grande tensão, passando de anúncios e ameaças de tarifas sobre produtos importados para o campo cambial, em que a China chegou a ser acusada pelos Estados Unidos de ter usado de manipulação cambial após o Iuan/Yuan – moeda chinesa –  ter caído a seu menor nível em relação ao dólar em quase uma década.
Uma primeira fase de negociações comerciais se iniciou em dezembro de 2019, em que ambos os países decidiram por suspender as novas tarifas sobre importações. Dessa maneira, os Estados Unidos aceitaram por reduzir de forma gradativa as tarifas adicionais impostas aos produtos chineses e a China se comprometeu a aumentar a importação de energia, produtos agrícolas e farmacêuticos, além de serviços financeiros dos Estados Unidos.
A disputa gerou diversas consequências para a economia global, principalmente aos países da Ásia, uma vez que essas tensões comerciais ajudaram a desencadear uma desaceleração acentuada nas economias emergentes do continente asiático. As cadeias de fornecimento de tecnologia global, por exemplo, foram ameaçadas pelas possibilidades de terem sanções impostas pelos Estados Unidos da América.
Além disso, as incertezas dentre ao comércio mundial acabam por influenciar o mercado financeiro, já que fazem com que investidores procurem por outros caminhos mais seguros para os investimentos de seus capitais, fazendo com que os índices das bolsas em todo o mundo acabem por recuar.
Essas consequências não foram diferentes para a Coreia do Sul. Em razão dessa disputa comercial, a situação econômica do país também acabou por ficar instável, ocasionando na flutuação de preços dentro do país. 

### Disputa Comercial entre Coreia do Sul e Japão
A disputa comercial entre a Coreia do Sul e o Japão foi influenciada por desavenças históricas entre os dois países advindas da Segunda Guerra Mundial – caracterizadas principalmente quanto à questões acerca do trabalho forçado e das “mulheres de conforto/consolo” coreanas –, bem como da sentença da Suprema Corte da Coreia do Sul no final do ano de 2018, a qual determinou que empresas japonesas devem pagar pelo trabalho forçado imposto a sul-coreanos no período de domínio colonial nipônico na península coreana que ocorreu entre 1910 a 1945.
Acerca disso, o Japão argumentou que todas as alegações quanto ao assunto foram resolvidas em 1965 pelo pacto que restabeleceu os laços diplomáticos entre os dois países, o que é negado pela Corte sul-coreana e a administração do presidente da Coreia do Sul, Moon Jae-in.
Dessa maneira, o governo japonês determinou, numa forma de colocar pressão a uma possível intervenção do governo de Moon quanto ao assunto, restrições sobre a exportação de insumos utilizados por empresas sul-coreanas na fabricação de chips de celulares e outros produtos tecnológicos, os quais são um dos principais itens de exportação do país, além de diminuir o status de parceiro comercial da Coreia do Sul.
Por outro lado, a Coreia do Sul afirmou que as restrições feitas pelo governo japonês seriam infundadas e injustas, sendo uma violação ao direito internacional e prejudicial tanto para os dois países quanto para o mercado global e determinou que seriam tomadas medidas correspondentes às restrições japonesas. Dessa maneira, a Coreia do Sul acabou por retaliar a restrições, o que fez com que a disputa comercial entre os países viesse à tona.
A existência de divergências acerca desses assuntos não era novidade para os dois países, porém, o que foi crucial para causar preocupação foi a velocidade e a eficácia em que essa disputa provocou inquietação à população, já que boicotes aos negócios japoneses não tardaram a acontecer na Coreia do Sul – as vendas de cervejas e carros japoneses diminuíram subitamente, por exemplo – e, logo, uma grande parte de japoneses mostravam apoiar as restrições comerciais de tecnologias aplicadas à Coreia do Sul.

Ambos os países são importantes potências econômicas na Ásia, o que fez com que a disputa comercial entre eles gerasse grande preocupação internacional para com a economia global. Dessa maneira, foram várias as consequências dessa disputa para o mercado financeiro mundial, ocasionando essencialmente um cenário de instabilidade no continente asiático. E, consequentemente, a uma flutuação de preços na Coreia do Sul. 